# Fortuny (novel·la)
Fortuny (1983) és una novel·la en llengua catalana de Pere Gimferrer.

## Descripció
Obra més propera al nouveau roman que qualsevol altra novel·la experimental del context català, el seu objecte és la recreació del que s'ha anomenat l'imaginari o l'atmosfera Fortuny, a partir de la vida i l'art de Marià Fortuny i de Madrazo com a continuació de l'art del seu pare, Marià Fortuny i Marsal, i tot un conjunt de persones, d'imatges, de moments i de records que hi entren en relació. Se l'ha considerat un singular assaig de roman d'art, comparable únicament amb referents com Pascal Quignard o Roberto Calasso. Poc després de la seva aparició, Octavio Paz el va qualificar com a «llibre no per ser pensat sinó per ser vist a través de la lectura»
Segons el professor Eloi Grasset, el propòsit de Gimferrer amb aquesta obra era doble: a part de traçar la continuïtat de l'esmentat "imaginari Fortuny", molt particular en la cultura europea, eixamplar els usos literaris del català mitjançant l'elecció d'un model de llengua oposat al modelatge de la llengua parlada.

## Premis
- 1983: Premi Ramon Llull de novel·la
- 1983: Premi de la Crítica de narrativa catalana
- 1983: Premi Joan Crexells de narrativa
- 1984: Premi Crítica Serra d'Or de prosa

## Traduccions
Al castellà
1983. Traducció de Basilio Losada. Barcelona: Editorial Planeta. ISBN 9788432071683
Al neerlandès
1983. Traducció d'Annemieke van de Pas. Amsterdam: De Arbeiderspers.
Al romanès
1988. Traducció de Filip Traian. Bucarest: Univers.
Al noruec
1991. Traducció de Kjell Risvik.Oslo: Gyldendal.
Al suec
1991. Miquel Ibáñez. Värnamo: Brombergs.
Al francès
1992. Mathilde Bensoussan. París: Du Seuil.
A l'anglès
2016. Traducció d'Adrian Nathan West. Boston: David R. Godine.
A l'italià
2016. Traducció de Nicola Palladino. Roma: Aracne.